# Rollhockey-Halle Grüeneblätz
Il Rollhockey-Halle Grüeneblätz è un palazzetto dello sport della città di Uttigen in Svizzera. Ha una capienza di 800 posti.